# Les Humphries Singers
Les Humphries Singers var en popgruppe, der i første halvdel af 1970'erne var meget populære i store dele af Europa, herunder i Danmark. Gruppen, der havde basis i Vesttyskland, blev grundlagt af Les Humphries (1940-2007), der var flyttet til Hamborg fra fødelandet Storbritannien. Sammen med Jimmy Bilsbury gik han i gang med at etablere en gruppe, der med basis i gospelmusikken og hippiestilen sang og formidlede glad popmusik og smittende sceneshows. Desuden var der tale om en ret stor gruppe sangere, 10-15 i gruppens storhedstid, der kom fra et bredt udsnit af lande.
Gruppen eksisterede i perioden 1969-1977, men først fra 1970 kom der for alvor gang i projektet. I de følgende par år havde gruppen hits som We are Goin' down Jordan, Mamma Loo, Mexico, Carnival og Kansas City. Efterhånden mistede gruppen populariteten, og sidste større optræden fandt sted ved melodigrandprix i 1976, hvor de fremførte Sing Sang Song, der dog blot blev nummer 15. 
Gruppen blev opløst, da Les Humphries brat forlod Vesttyskland af skattemæssige årsager og flyttede til London. Nogle af gruppens medlemmer fik senere succes i andre sammenhænge, f.eks. Liz Mitchell, der blev et centralt medlem i Boney M, Jürgen Drews, der fik en stor solokarriere i Tyskland og John Lawton, der blev medlem af Uriah Heep.
Gruppen har været gendannet ved enkelte lejligheder, og fra maj 2007 har en håndfuld af gruppens medlemmer fra 1970'erne dannet gruppen The Original Singers, der optræder med mange af Les Humphries Singers' sange samt nyt materiale og gospelsange. Blandt den nye gruppes medlemmer er Jürgen Drews, Peggy Evres, Judy Archer og Tina Kemp-Werner.
Gruppens oprindelige grundlægger, Les Humphries, døde på et hospital i London den 26. december 2007.

## Medlemmer
- Les Humphries (1969-1977)
- Jimmy Bilsbury (1969-1977)
- Peggy Evers (1970-1976)
- Judy Archer (1970-1976)
- Victor Scott (1970-1976)
- Christoffer Yim (1971-1976)
- John Lawton (1971-1976)
- Jürgen Drews (1972-1976)
- Tina Kemp-Werner (1970-1974)
- Earl Jordan (1972-1976)
- Elvira "Puppa" Herbert (1972-1975)
- Dave O'Brien (1973-1976)
- Enry David-Farscher (1970-1972)
- Malcolm Magaron (1970-1972)
- Liz Mitchell (1970-1972)
- Sheila McKinlay (1973-1975)
- Emily Woods-Jensen (1974-1976)
- Claudia Schwarz (1974-1976)
- Renate Andersen-Bilsbury (1974-1976)
- Henner Hoier (1970-1971)
- Dornée Edwards (1970-1971)
- Goldy Kloen-Evert (1970-1971)
- Myrna David (1971-1972)
- Barry St. John (1972-1973)
- John Selley (1972-1973)
- Linda Uebelherr (1973-1974)
- Don Adams (1974-1975)
- Maddy Verhaar (1975-1976)
- Irene "Ischi" Bendorff (1971)
- Ginger (1971)
- Gail Stevens (1974)
- Lil Walker (1975)